# Mario Moretti (calciatore 1889)
Mario Moretti (Milano, 7 maggio 1889 – ...) è stato un calciatore italiano, di ruolo difensore.

## Carriera
Ha giocato per sette stagioni con l'Inter: ha esordito nel 1909 contro il Milan (2-3) e si è ritirato al termine della stagione 1914-15. Nei primi quattro anni era stato titolare della difesa nerazzurra, ma successivamente aveva avuto un ruolo di secondo piano.
Dopo la prima guerra mondiale, tornò nel mondo del calcio come arbitro.